# تفجير زاوية سيدي زلي
في فجر يوم الاثنين الموافق 4 أغسطس 2025، تم تفجير زاوية سيدي زلي وهي زاوية صوفية بها مسجد قيد الإنشاء تقع في مدينة زليتن الليبية لتحفيظ القرآن الكريم، نفذ التفجير جماعة سلفية تكفيرية. بررت الجماعة هذا الهجوم بأنه "محاربة للبدع والشرك وعبادة القبور". ويأتي هذا الهجوم ضمن سلسلة اعتداءات سابقة استهدفت أماكن دينية وتراثية في مناطق ليبية مختلفة، منها جبل نفوسة (ككلة، يفرن، شكشوك) وطرابلس. وغيرها …

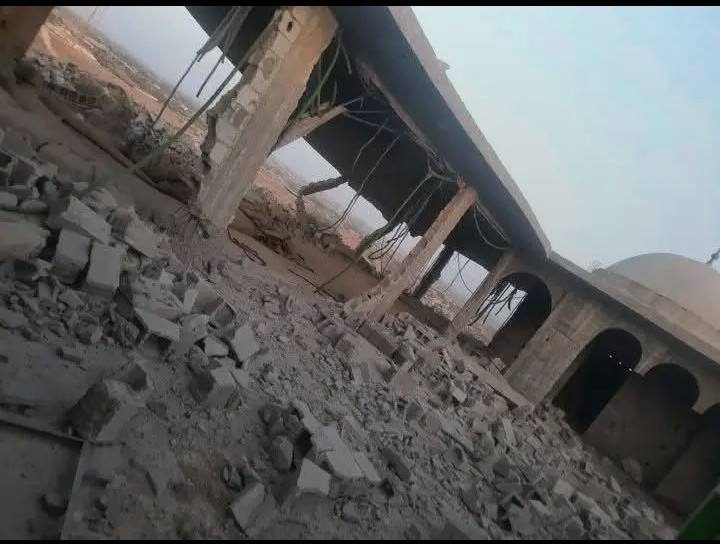
اثار الانفجار الذي قامت به الجماعات السلفية المتطرفة أغسطس 2025

### تسلسل الاحداث

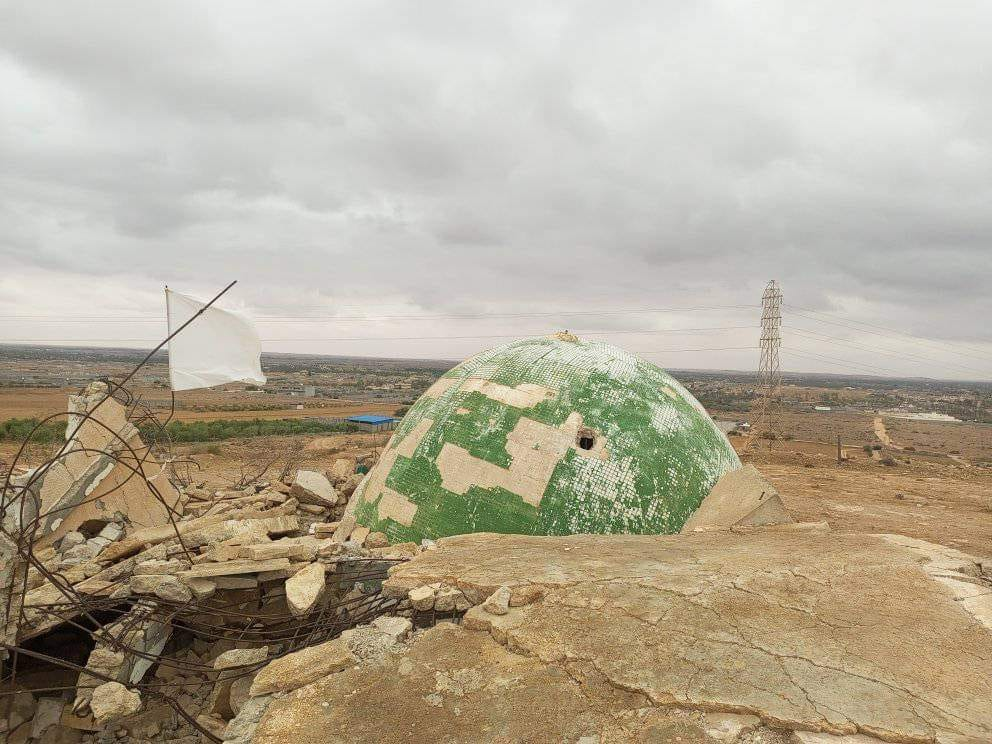
اثار الدمار الذي لحق الزاوية بسبب قصف التحالف العربي الغربي عام 2011

عام 2011م تعرضت الزاوية للقصف والتدمير من طائرات التحالف العربي الغربي .
في ليلة 11 إبريل 2025 قامت جماعة من السلفيين بحفر قبر سيدي زلي ونقل جثمانه إلى مكان غير معلوم.

#### توطن الإرهاب في زليتن
في 7 يناير 2016 قام مجموعة سلفية جهادية بتفجير طلبة شرطة بمعسكر خفر السواحل وقتل اكثر من 72 متدرب واصيب العشرات بجروح واعاقات، كان الهجوم بحجة ان الشرطة عباد الطواغيث.
يقول الشيخ السلفي أبو محمد العدناني في أحد تسجيلاته سنة 2014:
"كل من يحمي الطاغوت فهو طاغوت مثله سواء كان شرطياً أو قاضياً أو جندياً...".
لهذا السبب قاموا باغتيال ضباط الشرطة والجيش والقضاة في درنة وبنغازي وطرابلس وصبراتة.

### نبذة عن الولي الصالح سيدي زلي
يتدرج سيدي زلي في الترتيب الثالث تقريبا في القدسية في زليتن بعد سيدي عبد السلام وسيدي مفتاح الصفرانــي "سوّاق الحجل".، اهتم سيدي زلي، بالحفاظ على حقوق المرأة والدفاع عنها، قبل قرون من عمل المنظمات الدولية التي تصف نفسها اليوم بنصيرة المرأة، الشيخ زلي سبقهم إليها، حيث كان تأوي إليه المطلقات والأرامل ومن لا عائل لهن ليذود عنهن من عوادي الزمان والغزاة، حتى أن العلاقة العجيبة بين سيدي زلي والنساء استمرت حتى بعد وفاته فالنساء هن من يخدمن ضريحه ، وعادة ما تجد سيدة تقيم في ضريحه لخدمته وإذا ما توفيت أعقبها أخرى.
وآخر من خدمن ضريح "سيدي زلي" من النساء الصالحات، الحاجة يزه الصفرانية رحمها الله .

### معركة سيدي زلي
حدث عند مزار سيدي زلي معركة بين الليبيين والإيطاليين في 9-10-1923

### الحملة ضد الصوفية
هناك حملة خطيرة يقودها السلفيون ضد اتباع المذاهب الاخرى تستخدم فيها اجهزة الأمن والافتاء وهيئة الاوقاف ضد الصوفيين حيث يتم اعتقالهم والصاق تهمة السحر بهم، كما يتم تفجير مناراتهم وحرق مكتباتهم وما بها من مخطوطات تاريخية قديمة ولكنهم حتى الآن لم يمارسوا العنف المباشر وهو قتل الصوفيين لأن ذلك سوف يؤدي لردة فعل عنيفة ضدهم كما حدث للسلفية الجهادية في درنة وبنغازي وسرت وصبراته.

### بيان استنكار
في يوم 5 اغسطس 2025 اصدر المجلس البلدي زليتن بيان باشد عبارات الاستنكار تفجير زاوية سيدي زلي بسوق الثلاثاء واعتبره عمل مشين واعتداء أثم يهدف الى بث الفتنة وزعزعة الأمن والاستقرار وإثارة النعرات وعبر عن ادانته لهذا الفعل وطالب بتقديم الجناة الى العدالة واتخاد كافة الاجراءات القانونية لمحاسبتهم وضمان عدم تكرار هذه الاعمال الإجرامية.

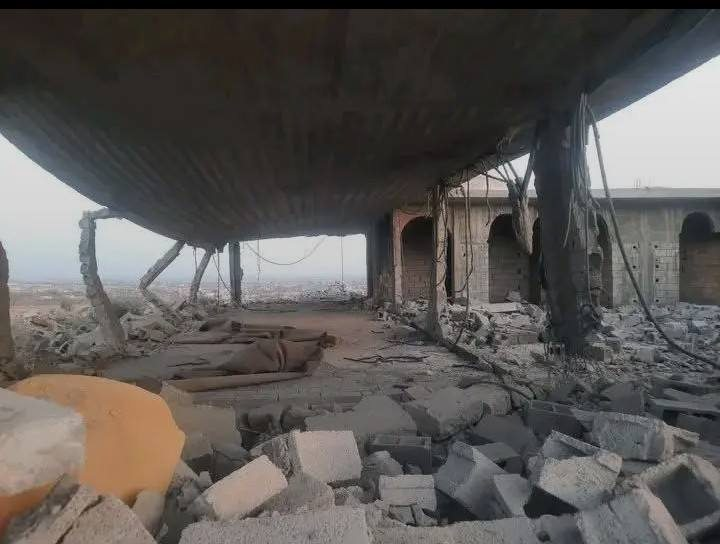
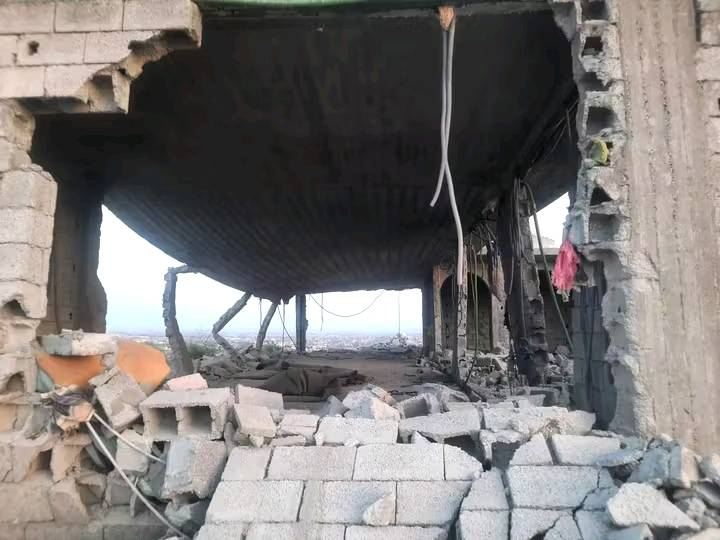
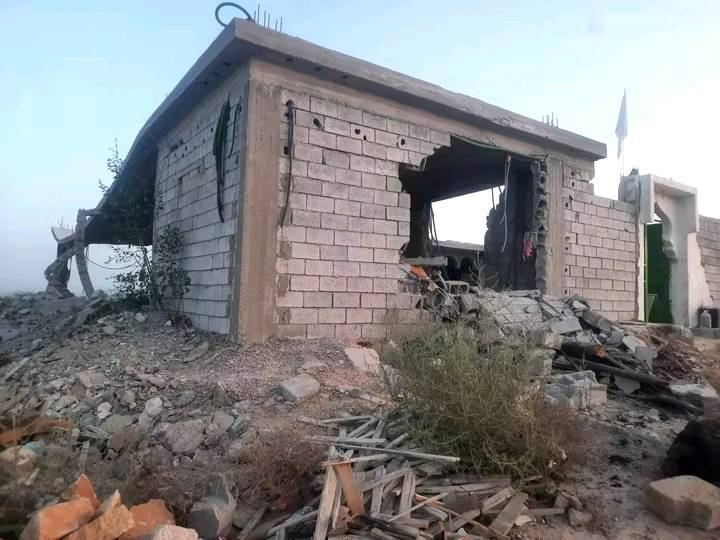
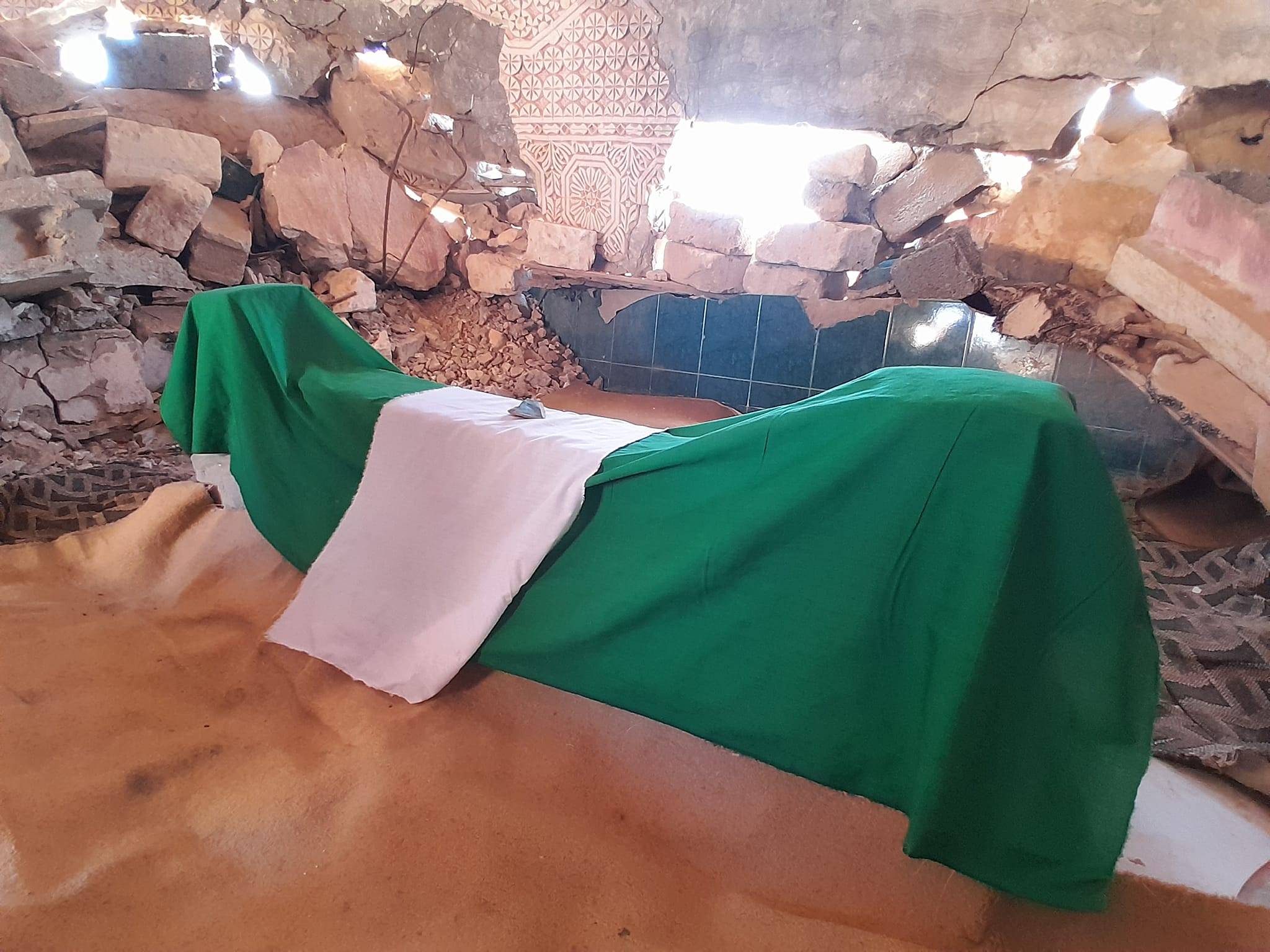
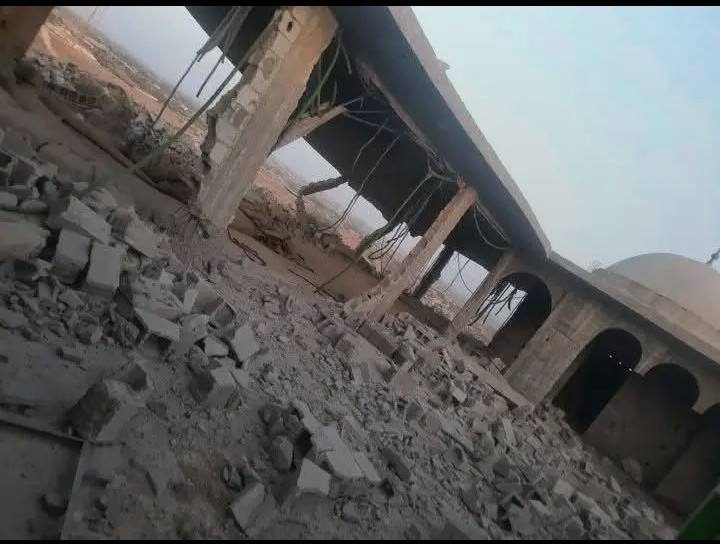
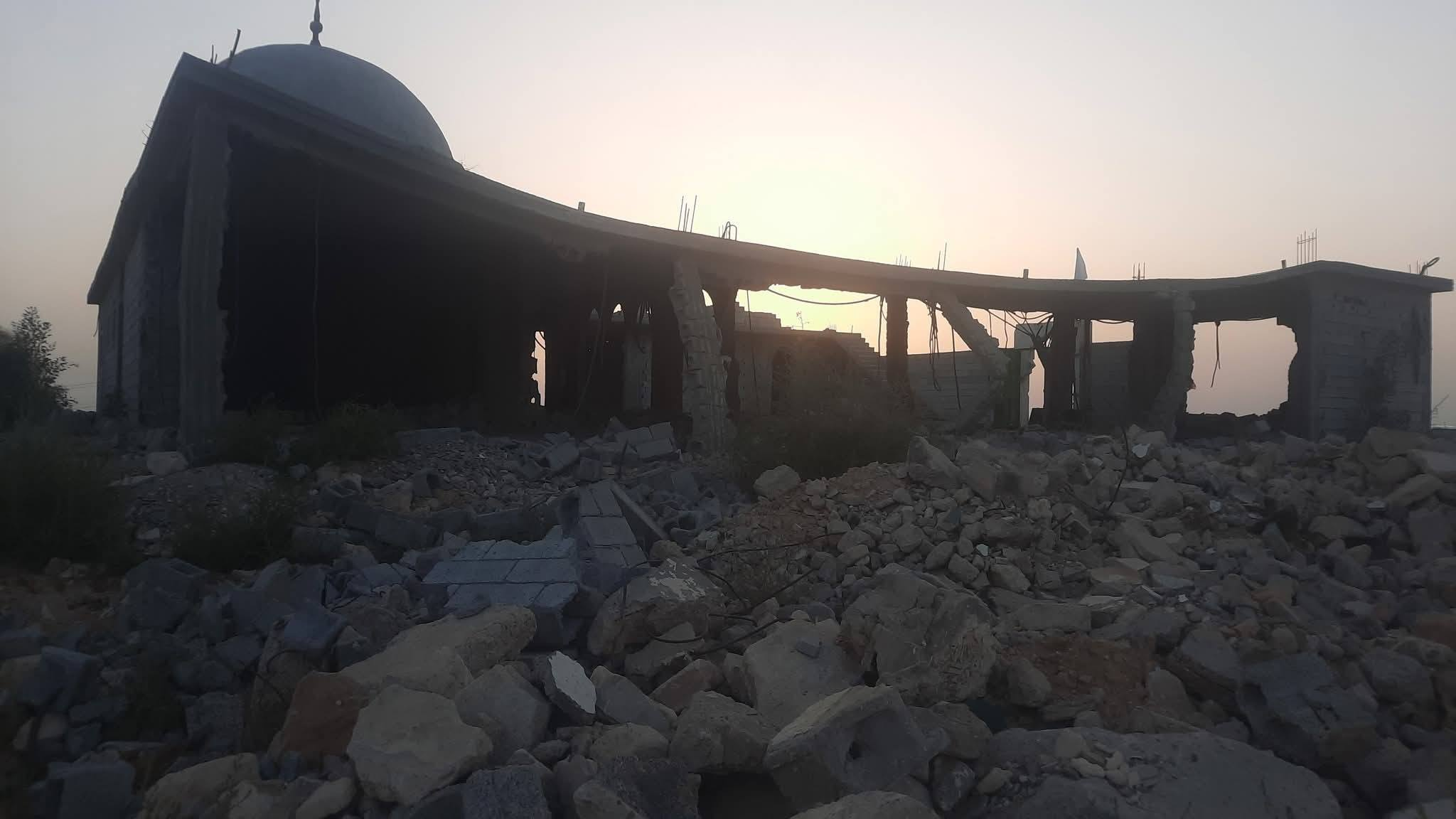
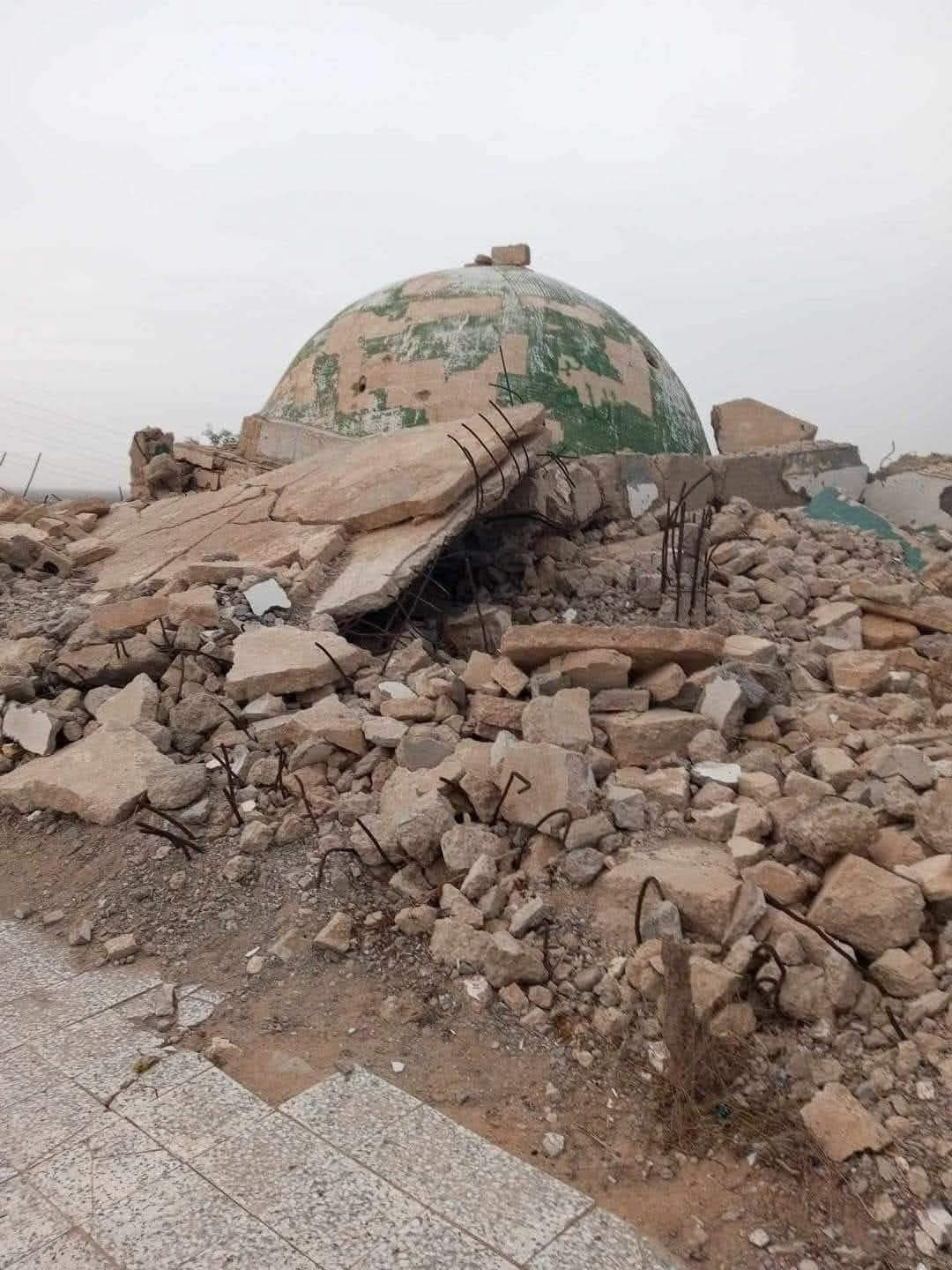